# Moonlight towers (Austin)

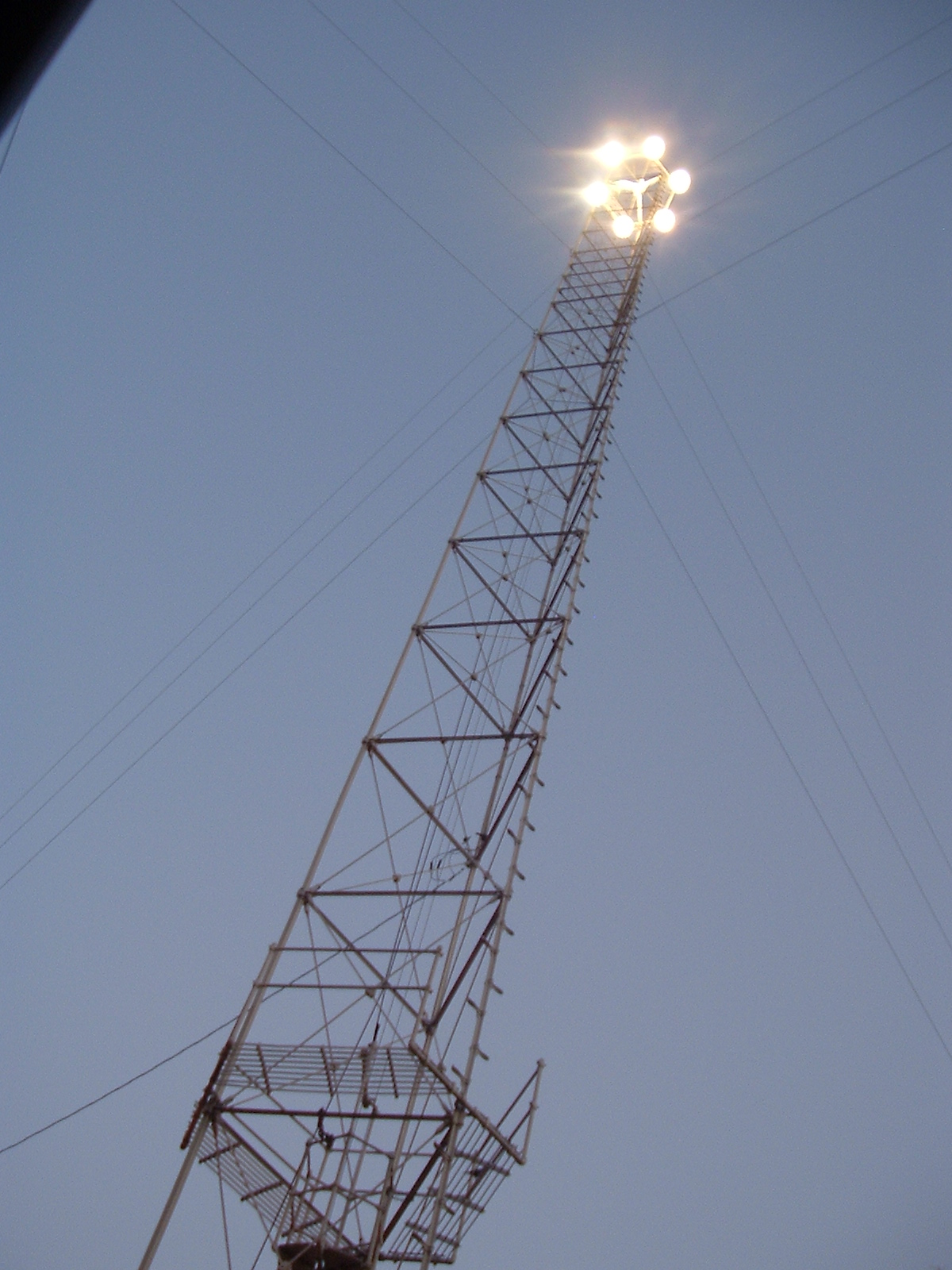
L'unica moonlight tower ancora utilizzata al mondo, situata nei pressi della sede centrale del Dipartimento dei trasporti del Texas

Le moonlight towers di Austin, Texas, sono gli unici esemplari di moonlight tower ancora esistenti al mondo. Alte 50 metri, hanno una base di 4,6 metri. Una singola torre delle tredici presenti nella capitale dello stato texano è ancora in funzione, proiettando luce da sei lampade ad arco con elettrodi di carbonio, illuminando un'area di 0,66 km2 con raggio di 460 metri.
Nel 1970 le torri furono riconosciute come monumenti dello Stato del Texas e il 12 luglio 1976 le 15 torri rimanenti furono inserite nel National Register of Historic Places. Solo sei si trovano nella loro ubicazione originale, così come stabilito dal Board of Public Works and City Council nel 1895.

## Storia
Nel 1894 la città di Austin acquistò trentuno torri per l'illuminazione pubblica dalla città di Detroit, che ne possedeva 122 in funzione a fine XIX secolo. Alcuni hanno sostenuto che Austin installò le torri in risposta alle azioni del Servant Girl Annihilator, versione spesso confutata dal fatto che gli omicidi avvennero circa un decennio prima della costruzione delle moonlight towers.
Quando furono erette per la prima volta, le torri erano collegate ai generatori elettrici della diga di Austin, completata nel 1893 sul sito dell'attuale diga Tom Miller. Negli anni '20 le lampade ad arco originali, estremamente luminose ma dispendiose in termini di manutenzione, furono sostituite dalle lampade a incandescenza, che a loro volta cedettero il passo alle lampade a vapori di mercurio negli anni '30; quest'ultime erano controllate da un interruttore posto alla base di ogni torre. Durante la Seconda guerra mondiale venne installato un interruttore centrale che consentiva l'oscuramento immediato dell'intera città in caso di attacchi aerei.
Nel 1993 la città di Austin smantellò tutte le torri per un restauro completo, in cui vennero sostituiti tutti i bulloni, tenditori e tiranti nell'ambito di un progetto costato 1,3 milioni di dollari, il cui completamento fu celebrato nel 1995 con un festival cittadino. La città di Austin ha emanato delle ordinanze per proteggere le torri da eventuali demolizioni. Tuttavia, dal 2004 le torri all'incrocio tra la 4th Street e Nueces, alla 1st Street e Trinity e alla West 22nd Street e Nueces sono state tutte rimosse per far posto a nuove costruzioni, senza venir ricollocate in un terzo luogo.

## Posizione delle torri

### Torri sopravvissute

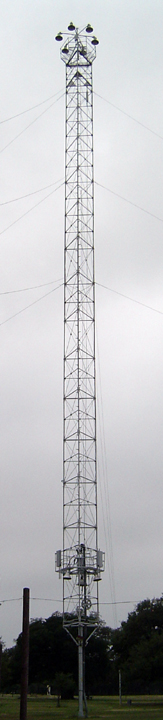
Monlight tower presso il parco Zilker

Ad oggi sono 13 torri sopravvissute mantenute nelle condizioni originali, su cui è stata apposta una targa commemorativa.
- West 9th e Guadalupe St
- W. 12th St. e Blanco St
- W. 12th St. e Rio Grande St
- W. 15th St. e San Antonio St
- W. 41st St. e Speedway St
- Zilker Park (spostato dall'Emma Long Metropolitan Park)
- Martin Luther King Jr. Blvd. e Chicon St
- E. 13th St. e Coleto St
- Pennsylvania Ave. e Leona St
- E. 11th St. e Trinity St
- E. 11th St. e Lydia St
- Canterbury St. e Lynn St.
- Leland St. e Eastside Dr
- Monroe St. e S. 1st S

## Nella cultura di massa
La torre di Zilker Park è stata immortalata nel film La vita è un sogno del 1993 come luogo di incontri per una festa tra studenti delle superiori, in cui il personaggio David Wooderson, interpretato da Matthew McConaughey, esclama di volere fare una: "Festa alla moontower".
Le torri sono menzionate anche nel cartone animato per adulti Rick and Morty (episodio 6 della terza stagione, Rickposo e tranquillità), dove Gunk Rick usa una torre come conduttore per un suo esperimento.